# Marie-Angélique Memmie LeBlanc

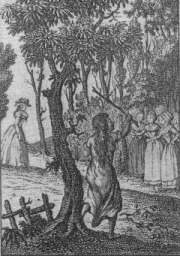
Marie Angélique Memmie LeBlanc (Zeichnende Person unbekannt)

Marie-Angélique Memmie le Blanc (* 1712 im heutigen Wisconsin; † 15. Dezember 1775 in Paris) war ein 1731 in der Umgebung des Dorfs Songy bei Châlons-en-Champagne (Nordfrankreich) entdecktes und eingefangenes sogenanntes „Wolfskind“. Ihr Fall wurde in den 2000er Jahren neu untersucht, wobei herausgefunden wurde, warum sie sich anders als die meisten anderen Wolfskinder wieder in die menschliche Gesellschaft eingliedern konnte.

## Kindheit und Leben als Wolfskind
Nach ihrer Vergangenheit befragt, erinnerte sich le Blanc Jahrzehnte später sehr verschwommen an eine Kindheit in einem kalten Land ohne Häuser, ein Leben in überdachten Erdgruben, Kajaks und ein beängstigendes Wassertier, das wohl eine Robbe gewesen sein dürfte. Sie habe außerdem zweimal in einem Schiff ein Meer überquert, beim ersten Mal in ein warmes Land, wo sie angeblich Maniok und Zuckerrohr kennenlernte. Zumindest die zweite Überfahrt verbrachte sie teils in Ketten, da sie Fluchtversuche vor den Personen unternommen hatte, welche sie in ihrer Gewalt hatten. Eine „Frauenperson von Stand“ habe sie dann in ihrem Haus gefangengehalten. Le Blanc erinnerte sich an das Erlernen des Stickens und an die Tapeten des Haushalts, nicht aber an ernsthafte Versuche, ihr die fremde Sprache beizubringen. Schließlich sei sie aus diesem Haushalt entkommen und sei nur bei Mondlicht durch das Land gereist. Zeitgenössische Berichte können über die Dauer ihres wilden Lebens in Frankreich nur spekulieren.
Le Blanc soll vor ihrer Ergeifung in Gesellschaft einer weiteren jungen Frau schwarzafrikanischer Herkunft gesehen worden sein. Daraufhin befragt, soll le Blanc verwirrte Auskünfte gegeben haben: dass sie diese Gefährtin im Streit um einen Rosenkranz schwer verletzt haben will, ihre Wunden dann versorgte und sich schließlich von ihr trennte. Der Verbleib dieser Gefährtin blieb lange unklar; le Blanc wurde aus ihrem Umfeld über weitere vermeintliche Sichtungen des „schwarzen Mädchens“ informiert und bildete aus diesen Berichten ein eigenes Narrativ mit fragwürdigem Wahrheitsgehalt. Julien Offray de La Mettrie wiederholte 1748 in seinem Werk Die menschliche Maschine das Gerücht, Marie-Angélique habe diese Gefährtin verspeist.

## Ergreifung als Wolfskind
Zeitgenössische Literatur beschrieb das wilde Mädchen als sehr geübt im Klettern, Schwimmen, Laufen wie auch im Erlegen von Tieren. Vor ihrer Ergreifung am 8. September 1731 beobachtete ein Hirte in Songy das in Lumpen und Felle gekleidete Mädchen beim Fangen von Fröschen und Verspeisen von Blättern. Mit ihrem Knüppel soll sie angeblich eine Dogge erschlagen haben, und vor den anrückenden Männern dann Zuflucht in einem Baum gesucht haben. Mit größtem Zögern zutraulich sei sie zunächst nur gegenüber Frauen gewesen; ihr Erscheinungsbild wird je nach Quelle als das eines Mädchens zwischen neun und zehn Jahren oder als das einer 18-Jährigen beschrieben, mit schlanker Taille, gebräunter sowie schwarz-verdreckter Haut und blauen Augen. Sie wurde zunächst mit Essen von einem Baum gelockt, und dann von Jägern festgehalten. Das Mädchen entkam später noch mehrmals aus der Gefangenschaft und floh dann je nach Gegebenheit auf Bäume oder ins Wasser, kehrte aber nie wieder in die Wildnis zurück.
Marie-Angélique, genannt le Blanc, lernte innerhalb von zwei Monaten französische Sprachgrundlagen, soll aber bereits zuvor wenige Worte gekannt haben. So erinnerte sie sich auch an einen Namen, den sie als „Marie-Angélique d’Olives“ angab. Ihr Wortschatz und Verhalten sei das eines bestenfalls vier- bis fünfjährigen Kindes gewesen - jedoch bleibt unklar, zu welchem Zeitpunkt nach ihrer Ergreifung diese Feststellung getroffen wurde. Sie wurde zuerst zwei Monate lang auf den Gütern des Herrn von Épinoy bei Songy beherbergt, wo sie in seinen Teichen Fische und Frösche fing und rohe Wurzeln essen konnte. Sie fing auch Kaninchen und konnte diese professionell häuten. Gekochtes Fleisch, gesalzenes Essen und alle Mehlspeisen wie Brot verschmähte sie, und soll sich dazu erbrochen haben. Erst nach langer Zeit gewöhnte sie sich später an gekochte Speisen. Ihre Anwesenheit auf den Gütern des Herrn von Épinoy war ein Kuriosum, das neugierige Besucher anzog. Während sie sich an freundliche Bezugspersonen gewöhnen konnte, blieb sie gegenüber Fremden besonders scheu und begann durchdringendes Geschrei bei Annäherung, gerade durch Männer. Am 30. Oktober 1831 wurde sie in das Spital Saint-Maur in Châlons aufgenommen, später auch in das Kloster von Châlons sowie insgesamt fünf weitere Klöster in drei weiteren Ortschaften. Verschiedene Hofmitglieder des Herzogs von Orléans nahmen das Mädchen ebenfalls vorübergehend zu sich - le Blanc blieb eine Attraktion. Sie soll 1737 bei einem Besuch der Königin von Polen gewillt gewesen sein, Vögel im Flug zu fangen sowie Jagdbeute abzubalgen.
Sie lernte gut genug Französisch, um sich zu verständigen; und konnte zu einigen Begriffen auch noch die Vokabeln ihrer Heimatsprache nennen. Verschiedene bekannte Gelehrte veröffentlichten in den folgenden Jahren Berichte über Gespräche mit ihr. Carl von Linné nahm das Mädchen als weitere Abweichung eines „Wilden Menschen“ (Homo ferus) in die 1768 erschienene 12. Auflage von Systema Naturae auf und bezeichnete es dort als Puella Campanica („Champagnisches Mädchen“). Le Blanc erlernte außerdem zumindest Lesen und Schreiben, was sie zu einer Ausnahmeerscheinung unter Wolfskindern macht.
Ihre Taufe ist für den 16. Juni 1732 beurkundet, nun mit einem geschätzten Alter von elf Jahren und mit den Aufsehern des Spitals Saint-Maur als ihren Taufpaten, stellvertretend für den Bischof von Châlons, de Choiseul-Beaupré, der auch bis 1744 für ihre Erziehung und Unterhalt aufkam. Den Namen „Memmie“ erhielt le Blanc, wie sie Madame Hecquet  erzählte, nach dem ersten Bischof (3. Jahrhundert) des Bistums Châlons, in dem sie in die Zivilisation wiederaufgenommen wurde. Andererseits war Memmie le Moine der Name ihres Taufpaten, des Leiters der Pflegeeinrichtung in Châlons, in der sie 1732 untergebracht wurde. Le Blanc bezog sich auf ihre sehr helle Hautfarbe, die sie als wildes Kind unter einer Schmutzschicht verbarg.

## Weiteres Leben
Im Kloster von Châlons wurde le Blanc ab 1744 auf ein restliches Leben als Nonne vorbereitet, nun unter dem Mäzenat von Herzog Louis I. von Orléans; doch sie entwickelte eine Abneigung gegen dieses Kloster und erwirkte 1747 einen Ortswechsel nach Sainte-Menehould, wo ihre wilde Vergangenheit nicht allgemein bekannt war. Dort blieb sie nicht lange, da der Gelehrte Charles Marie de La Condamine sie besuchte und zu einem Umzug nach Paris bewegte, wo sie auch ihre Firmung erhielt. Bei einem Sturz aus einem Fenster verletzte sich die Augustinerinnen-Novizin 1751 schwer und vegetierte beinahe zwei Jahre lang in einem Pariser Krankenhaus. Obwohl ihr herzoglicher Gönner 1752 starb, überlebte sie diese Episode.
Sie wurde im November 1752 auf die Straße gesetzt. Maria Leszczyńska, die Königin von Frankreich und Tochter der Königin von Polen, deren Jagdgefährtin le Blanc Jahre zuvor gewesen war, nahm le Blanc am 22. September 1753 unter ihren Schutz. Marie-Angélique starb 1775 als Ruhegehaltsempfängerin der Königin von Frankreich und hinterließ ein Vermögen von über zehntausend Livres.

## Recherchen zur Herkunft
Bereits zu ihren Lebzeiten wurde versucht, die Herkunft des Mädchens zu ergründen; Marie-Catherine Homassel Hecquet und De La Condamine publizierten 1755 eine Untersuchung, nach der sie mehrere Theorien aufstellten: Le Blanc sei als Esquimaur-Mädchen geboren und von Sklavenhändlern erst auf die Antillen und dann nach Kleve oder Geldern verschleppt worden, von wo aus sie in die Ardennen geflohen sei, bis sie schließlich nach mehreren Monaten in der Champagne gelandet sei. Eine andere Möglichkeit sei, dass sie von einem Franzosen gekauft worden sei, und in Lothringen entkommen sei. So habe sie auch erste französische Worte aufgeschnappt. Die beschriebene schwarze Verschmutzung ihres Gesichts erklärten die Autoren mit einem Täuschungsversuch der Sklavenhändler, um eine schwarzafrikanische Sklavin vorzutäuschen; für die mutmaßliche Gefährtin wurde dasselbe angenommen. Die Autoren wollten jedoch auch eine ursprünglich europäische Herkunft des Mädchens nicht ausschließen, also etwa von Grönland, Spitzbergen oder Nowaja Semlja. Das Buch über le Blanc wurde ein internationaler Erfolg, übersetzt auch ins Englische und Deutsche, und trug ebenfalls zum Lebensunterhalt von le Blanc bei.
Der Richter und Linguist James Burnett identifizierte schließlich le Blancs Muttersprache als eine Algonkin-Sprache, was die vorherigen Hypothesen zu einer Abstammung von Eskimo/Inuit widerlegte. Bei seinen Untersuchungen des Falls le Blanc im Jahr 1765 erfuhr Burnett auch von einem drei Jahrzehnte zurückliegenden Mordfall: Der Herr von Bar de Saint-Martin gestand gegenüber Burnett, dass er sich am 7. September 1731 auf seinem Land von zwei wilden Kreaturen bedroht gefühlt habe. Er habe einen Schuss abgefeuert und eine der beiden getroffen – nur um dann festzustellen, dass er eine etwa 20-jährige schwarze Frau getötet hatte. Diese Erkenntnis entlastete le Blanc von dem Vorwurf, sie selbst habe ihre Gefährtin getötet.
Auf der Basis von umfangreichem Archivmaterial ermittelte der Chirurg Serge Aroles (siehe Sekundärliteratur), dass das Mädchen 1712 im heutigen Wisconsin als Fox-Indianerin geboren wurde. Sie verwaiste mutmaßlich in einem der Stammeskriege, die 1712 und 1716 stattfanden; solche Waisen wurden häufig an Franzosen verkauft und von diesen weitervermittelt. 1720 kehrte die verwitwete Madame de Courtemanche mit drei Töchtern aus dem heutigen Kanada zurück, wo ihr Mann in Labrador stationiert gewesen war; sie reiste auf der L'Avénturier nach Marseille und brachte dabei eine „Wilde“ (sauvagesse) mit. Auch die „schwarze Begleiterin“ kann so bestätigt werden. Die mutmaßliche Ethiopierin oder Sudanesin sei ebenfalls 1720 in Marseille gelandet, nachdem sie mit der Saint François Xavier aus Palästina exportiert wurde. Einen Aufenthalt der Mädchen in der Karibik schloss Aroles aus. In Marseille wütete 1720 die Große Pest, und Madame de Courtemanche verschuldete sich während einer miserablen Quarantänezeit bei einem Monsieur Ollive, der als Besitzer des schwarzen Sklavenmädchens vermutet wird und eine Seidenspinnerei bei Marseille betrieb. Madame de Courtemanche fuhr 1723 wieder nach Kanada, allerdings ohne weitere Erwähnung der „Wilden“. Die Schlussfolgerung von Serge Aroles ist es, dass Ollive auch Marie-Angélique übergeben bekam, und beide Mädchen in seinen Diensten misshandelte, bis diese 1721 flohen. Dass beide Mädchen zehn Jahre lang in der französischen Wildnis überlebten, schrieb Aroles der Kraft der älteren Afrikanerin zu, sowie dem an Kälte angepassten Überlebenswissen der Indianerin.

## Weiterführende Literatur
Primärliteratur
- Marie-Catherine Homassel Hecquet (Co-Autor: Charles-Marie de la Condamine): Histoire d'une jeune fille sauvage trouvée dans les bois à l'âge de dix ans. Paris 1755. – Volltext beim Projekt Gutenberg.
- Merkwürdiges Leben und Begebenheiten eines in der Wildniß aufgewachsenen Maedgens von zehn Jahren, welches vor kurzem im Wald gefunden und hernach eine Nonne geworden, herausgegeben von der Frau H = = T.  Frankfurt und Leipzig 1756. Volltext bei Google Books.
- An Account of a savage girl, caught wild in the woods of champagne. Translated from the French of Madam H-T. With a preface, Containing several Particulars omitted in the Original Account. Edinburgh 1768. Volltext bei Google Books.
- Marie-Catherine H. Hecquet, La niña salvaje. Marie-Angélique Memmie Le Blanc o Historia de una niña salvaje encontrada en los bosques a la edad de diez años, edición, traducción y estudio de Jesús García Rodríguez, Logroño, Pepitas de calabaza, 2021, 208 p.  Herausgegeben und ins Spanisches übersetzt von Jesús García Rodríguez, mit weiteren Übersetzungen zeitgenössischer Texte und einer Studie versehen (ISBN 978-84-17386-68-9).

Sekundärliteratur
- Serge Aroles: Marie-Angélique (Haut-Mississippi, 1712–Paris, 1775): Survie et résurection d’une enfant perdue dix années en forêt. Charenton-le-pont, Terre éditions 2004, ISBN 2-915587-01-9. – Eine Biografie Marie-Angéliques mit Faksimiles von 30 Archivdokumenten.
- Serge Aroles: L’Énigme des enfants-loups. Une certitude biologique mais un déni des archives. Editions Publibook, Paris 2007, ISBN 2-7483-3909-6. – Über Wolfskinder im Allgemeinen, gestützt auf Archivmaterial.
- Julia Douthwaite: Rewriting the Savage: The Extraordinary Fictions of the “Wild Girl of Champagne”. In: Eighteenth-Century Studies. Band 28, Nummer 2, 1994–1995, S. 163–192, JSTOR:2739199.
- Marie-Angélique Leblanc: Monstrous Femininity. In: Julia V. Douthwaite: The wild girl, natural man, and the monster: dangerous experiments in the Age of Enlightenment. University of Chicago Press, 2002, ISBN 0-226-16056-4, S. 29–53.